# Scene It? Twilight
Scene It? Twilight은 스크린라이프에 개발되고, 코나미에서 발행된 Wii, 닌텐도 DS, 아이폰 게임이다. 2009년 11월 24일 북아메리카, 2010년 3월 19일 유럽 연합에서 출시되었다. 아이폰 버전은 2009년 10월 17일에 미국에서 출시되었다. 트와일라잇 시리즈를 기반으로 하고 있다.